# 下曽根 (北九州市)

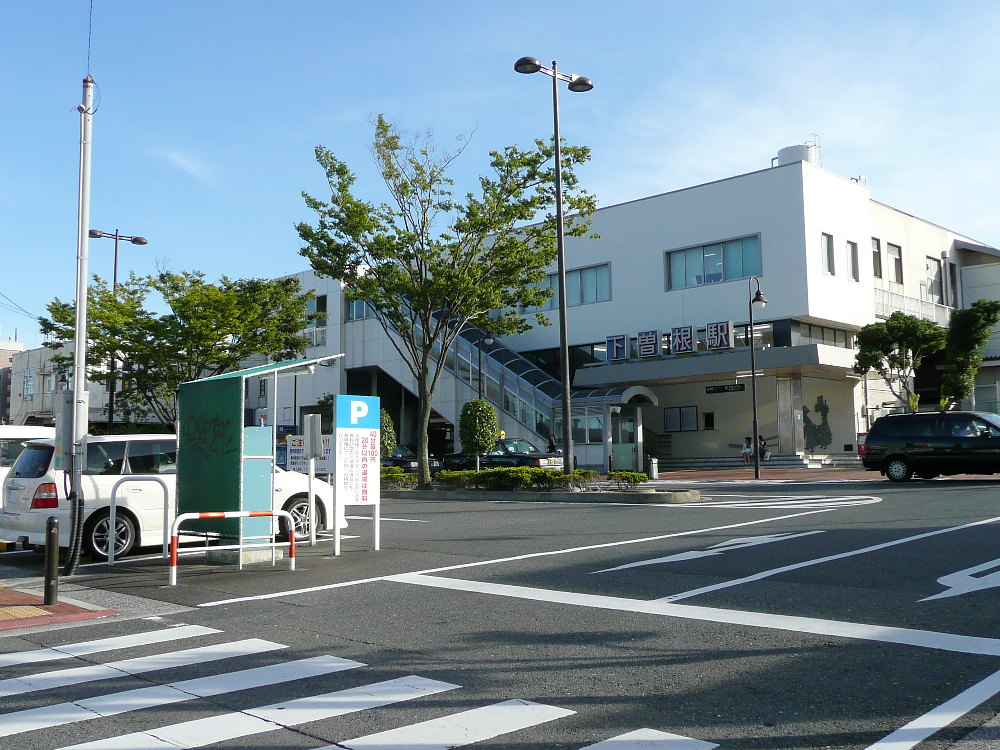
下曽根駅北口

下曽根（しもそね）は北九州市小倉南区の町名。現行行政地名は下曽根一丁目から下曽根三丁目。郵便番号800-0217。

## 地理
小倉南区北東部、日豊本線下曽根駅北口側の市街地にあたる。北で曽根、曽根北町、東で中曽根東、南で中曽根、南東で下曽根新町、北西で葛原東と隣接する。また下曽根、下曽根新町、田原新町の全域ならびに田原、津田新町、中曽根の各一部を含む地域の総称でもある。

## 歴史
旧曽根町の市街地であり、かつて国道10号であった福岡県道25号門司行橋線が通る。2006年3月15日までは旧北九州空港が存在した。駅周辺は北九州市近郊のベッドタウンとしてマンション等の建設が進んだ。

## 交通

### 鉄道
- JR九州日豊本線・下曽根駅

### 道路
- 福岡県道25号門司行橋線
- 福岡県道51号曽根鞘ヶ谷線
- 福岡県道254号須磨園南原曽根線

## 施設
- 北九州市立曽根東市民センター
- そねっと - 北九州市立小倉南図書館の分館。
- 曽根体育館
- 小倉南年金事務所
- 小倉南警察署曽根交番
- 下曽根公民館
- 小倉下曽根郵便局
- 下曽根公園
- 曽根緑地
- 下曽根中公園
- 下曽根三丁目公園
- 下曽根四丁目公園
- 下曽根四丁目東公園
- 下曽根四丁目南公園
- 慈恩寺
- 伯応寺
- 天疫神社